# Jörg Sprecher
Jörg Sprecher (* 12. März 1907 in Zürich; † 22. Dezember 1997 in Chur, reformiert, heimatberechtigt in Davos, Küblis, Maienfeld sowie Jenins) war ein Schweizer Militär. 

## Leben
Jörg Sprecher von Bernegg kam am 12. März 1907 in Zürich als Sohn des Sekretärs des Schweizerischen Handels- und Industrievereins Jakob Hektor Sprecher und der Elisabeth geborene Pestalozzi zur Welt. Nach Schulbesuchen in Zürich und Chur belegte Sprecher in den Jahren 1926 bis 1934 ein Studium der Rechte an den Universitäten Bern, München, Königsberg, Bonn und Basel, das er 1934 mit dem Erwerb des akademischen Grades eines Dr. iur. in Basel abschloss. In Bern schloss er sich dem Corps Alpigenia an.
In der Folge startete Jörg Sprecher seine militärische Laufbahn in der Schweizer Armee. Er war von 1937 bis 1961 als Instruktionsoffizier der Artillerie eingesetzt.  1940 wurde Sprecher in den Generalstab übernommen. Zwischen 1952 und 1953 fungierte er als Stabschef der Division 8, anschliessend 1961 als Kommandant der Gebirgsbrigade 12 und zuletzt von 1962 bis 1969 der Gebirgsdivision 12.
Jörg Sprecher, ein Neffe des Theophil Sprecher von Bernegg, heiratete im Jahr 1939 Marie-Rose Bridel, die Tochter des Divisionärs Gustave Bridel. Er verstarb am 22. Dezember 1997 im 91. Lebensjahr in Chur.
Der wertkonservative und heimatverbundene Walser Jörg Sprecher setzte sich in kommunalen und kantonalen Gremien sowie in Stiftungen für den Schutz der Bündner Kulturgüter ein.

## Ehrung
- Die Gemeinde Jenins ernannte Jörg Sprecher zu ihrem Ehrenbürger.

## Werk
- Die Jeninser im königlich niederländischen Regiment von Sprecher Nr. 31, 1814–1829, In: Bündner Monatsbulletin, 1973, S. 74–87.